# James Connolly (atleta)
James Brendan Bennet Connolly, conegut com a James Connolly o Jamie Connolly, (Boston, Estats Units 1868 - Brookline 1957) fou un atleta nord-americià, que destacà en triple salt, salt de llargada i salt d'alçada.

## Biografia
Va néixer el 28 d'octubre de 1868 a la ciutat de Boston, població situada a l'estat de Massachusetts, fill de John Connolly i Ann O'Donnell, immigrants d'origen irlandès.
Va morir el 20 de gener de 1957 a la ciutat de Brookline, també situada a l'estat de Massachusetts.

## Carrera esportiva
Va participar, als 27 anys, en els Jocs Olímpics d'Estiu de 1896 realitzats a Atenes (Grècia). La seva victòria, el primer dia dels Jocs, en la prova de triple salt (13.71 metres) el convertí en el primer campió olímpic des dels últims Jocs clàssics realitzats el 358 aC. En aquests mateixos Jocs Connlolly participà en les proves de salt d'alçada, on aconseguí guanyar la medalla de plata juntament amb Robert Garrett amb un salt de 1.65 metres, i en la prova de salt de llargada, on va guanyar la medalla de bronze amb un salt de 5.84 metres.
Participà en els Jocs Olímpics d'Estiu de 1900 realitzats a París (França), on va aconseguir guanyar la medalla de plata en la prova del triple salt, just per darrere del seu compatriota Myer Prinstein.
Absent dels Jocs Olímpics d'estiu de 1904 realitzats a St. Louis (Estats Units) per motius professionals, participà en els Jocs Olímpics d'Estiu de 1906 realitzats a Atenes (Grècia), els denominats Jocs Intercalats i no reconeguts oficialment pel Comitè Olímpic Internacional (COI), on feu nul en les proves de triple salt i salt de llargada.

## Carrera com a escriptor
Durant la realització dels Jocs Olímpics d'estiu de 1904 Connolly hi fou pressent com a periodista, relatant els successos dels esportistes i realitzant una de les primeres cròniques esportives. Posteriorment Connolly escriví una sèrie de cròniques periodístiques sobre la Guerra Hispano-estatunidenca que publicà The Boston Globe amb el nom de Letters from the front in Cuba (en català: Cartes des del front de Cuba).
Així mateix al llarg de la seva carrera va escriure més de 200 històries curtes i 25 novel·les.